# Euproserpinus phaeton
Espèce
Euproserpinus phaeton est une espèce de lépidoptère de la famille des Sphingidae, de la sous-famille des Macroglossinae, de la tribu des Macroglossini, de la sous-tribu des Macroglossina et du genre Euproserpinus.

## Description
La longueur de l'aile antérieure est de 32-42 mm. La partie supérieure de l'abdomen a des touffes blanc crème et une bande blanche dorsale discontinue. La face supérieure aile antérieure a une zone médiane qui présente principalement un défaut des lignes transversales. Le dessus des ailes postérieures a une bande marginale noire rectiligne avec des écailles noires. Le revers de l'aile postérieure ne porte pas de marques basales noires comme celle de face dorsale.

## Distribution et habitat
Distribution
Il se trouve de la Californie du sud au Mexique (Basse-Californie du Sud). L'espèce a également été signalée dans le sud-ouest de Arizona.
Habitat
Les adultes volent rapidement et à proximité du sol dans des zones sèches et plates des déserts.

## Biologie
Il y a une génération par an. Les adultes volent de février à avril. 

### Alimentation
- Les adultes : le nectar des fleurs pendant la journée.
- Les chenilles se nourrissent de plantes de la famille des Onagraceae[1].

## Systématique
- L'espèce Euproserpinus phaeton a été décrite par les entomologistes britanniques Augustus Radcliffe Grote et Herbert C. Robinson en 1865[2].

C'est l’espèce type pour le genre. La localité type est la Californie.

### Synonymie
- Macroglossa erato Boisduval, 1868[3].
- Euproserpinus phaeton mojave Comstock, 1938[4].